# Bokszvilágszervezet
A Bokszvilágszervezetet (angolul World Boxing Organization, WBO) a Bokszvilágszövetségből kivált üzletemberek alapították 1988-ban. Egyike a világszerte elismert ökölvívó-világszervezeteknek.

## Jelenlegi világbajnokai
| Súlycsoport:   | Bajnok:             | Cím megszerzésének dátuma: |
| -------------- | ------------------- | -------------------------- |
| Szalmasúly     | Masataka Taniguchi  | 2021. december 14.         |
| Kislégsúly     | Jonathan Gonzalez   | 2021. október 16.          |
| Légsúly        | betöltetlen         |                            |
| Kisharmatsúly  | Kazuto Ioka         | 2019. június 19.           |
| Harmatsúly     | Paul Butler         | 2022. május 3.             |
| Kispehelysúly  | Stephen Fulton Jr.  | 2021. január 23.           |
| Pehelysúly     | Emanuel Navarrete   | 2020. október 9.           |
| Nagypehelysúly | betöltetlen         |                            |
| Könnyűsúly     | Devin Haney         | 2022. november 4.          |
| Kisváltósúly   | Josh Taylor         | 2021. május 22.            |
| Váltósúly      | Terence Crawford    | 2018. június 9.            |
| Nagyváltósúly  | Jermell Charlo      | 2022. május 14.            |
| Középsúly      | Janibek Alimkhanuly | 2022. augusztus 26.        |
| Nagyközépsúly  | Saul Álvarez        | 2021. május 8.             |
| Félnehézsúly   | Artur Beterbijev    | 2022.június 18.            |
| Cirkálósúly    | Lawrence Okolie     | 2021. március 20.          |
| Nehézsúly      | Oleksandr Usyk      | 2021. szeptember 25.       |

## Más fontosabb ökölvívó világszervezetek
- WBA (World Boxing Association = Bokszvilágszövetség)
- WBC (World Boxing Council = Bokszvilágtanács)
- IBF (International Boxing Federation = Nemzetközi Bokszszövetség)
- WPBF (World Professional Boxing Federation = Profi Bokszvilágszövetség)